# Erik Severin
Erik Oskar Severin (Stoccolma, 18 luglio 1879 – Stoccolma, 15 novembre 1942) è stato un giocatore di curling svedese.

## Biografia
Partecipò all'età di 44 anni ai I Giochi olimpici invernali edizione disputata a Chamonix (Francia) nel 1924, riuscendo a vincere una medaglia d'argento nella Svezia II con i connazionali Carl Wilhelm Petersén, Karl Wahlberg e Carl-Axel Pettersson.
Nell'edizione l'oro andò ai britannici e il bronzo alla Francia.